# آلگینی (تاون)، نیویورک
آلگینی (به انگلیسی: Allegany) یک منطقهٔ مسکونی در ایالات متحده آمریکا است که در نیویورک واقع شده‌است. آلگینی ۱۸۵٫۴۳ کیلومتر مربع مساحت و ۸٬۰۰۴ نفر جمعیت دارد و ۴۳۳٫۱۳ متر بالاتر از سطح دریا واقع شده‌است.